# Ana Beltrán
Ana Beltrán Villalba (Zaragoza, 16 de enero de 1966) es una política y empresaria española, presidenta del Partido Popular de Navarra desde 2017 y vicesecretaria de Organización del Partido Popular desde 2019. De 2011 a 2019 fue diputada del Parlamento de Navarra, donde fue portavoz de su partido. En 2019 fue elegida diputada en el Congreso por la circunscripción de Madrid.

## Biografía

### Estudios
Diplomada en Turismo, también ha cursado el máster en Alta Dirección de la Universidad de Deusto, el máster en Viticultura, Enología y Marketing del Vino del Social Science Council, y el máster de Dirección General del IESE por la Universidad de Navarra.

### Familia
Está casada y tiene cuatro hijos.

### Trayectoria profesional
Fue directora gerente de Bodegas Camilo Castilla, un grupo vinícola familiar, desde 1992 hasta 2012, cuando decidió dedicarse íntegramente a la política.
Por esta gerencia fue elegida Empresaria Navarra del año en 2008. En el momento de la concesión de ese reconocimiento, la Asociación de Mujeres Empresarias y Directivas de Navarra (AMEDNA) destacaba que, tras comenzar con 22 años en dicha empresa, había "incorporado nuevos productos y ha adquirido otras bodegas, transformando una bodega familiar como Camilo Castilla, en un grupo vinícola orientado a la calidad y diferenciación de productos".

### Trayectoria política
Es militante del Partido Popular (PP), al que se afilió a través del Partido Popular de Navarra tras su refundación en 2008. En un primer momento desempeñó las tareas de coordinación del Área Sectorial de Economía del Partido, así como la Presidencia de la Junta del Valle de Egüés. En las elecciones al Parlamento de Navarra de 2011 partió como número dos de la lista del Partido Popular, que consiguió cuatro diputados, con lo que fue elegida parlamentaria foral.
En su primera legislatura en el Parlamento, desempeñó funciones de portavoz en las áreas de Economía, Industria, Hacienda y Empleo, Desarrollo Rural y Régimen Foral. Tras la marcha  de Santiago Cervera y, posteriormente, de Enrique Martín de Marcos, ambos presidentes del Partido Popular de Navarra, ejerció el cargo de portavoz del Grupo Parlamentario Popular. Además colaboró en la reorganización de la corporación pública empresarial de Navarra, así como en tareas de control al Gobierno.[cita requerida]
En 2015 fue designada para ser la candidata del Partido Popular a la presidencia del Gobierno de Navarra, y salió elegida nuevamente diputada del Parlamento de Navarra, donde continuó desempeñado las funciones de portavoz del Grupo Popular. El 25 de marzo de 2017 fue nombrada presidenta del Partido Popular de Navarra (PPN) en sucesión de Pablo Zalba tras ser elegida con el 81,94% de los votos durante la celebración del VII congreso general autonómico.
En mayo de 2017 la bodega familiar Camilo Castilla, con la que comparte accionariado y que gestionó hasta 2012, apareció en la lista de grandes deudores de la Hacienda de Navarra con una deuda próxima a los 700.000€. Cuando se conoció la noticia, Beltrán insistió en la necesidad de que "las personas y empresas cumplan con sus obligaciones fiscales", mientras que la empresa no comenzó a regularizar dicha deuda hasta 2019, después de llegar a un acuerdo con la Hacienda Tributaria de Navarra.
El 25 de marzo de 2019 Pablo Casado la designó en el quinto puesto de la lista electoral del PP por Madrid para el Congreso de los Diputados, manteniéndose al frente del PPN. El 30 de julio de ese mismo año la Junta Directiva Nacional del Partido Popular la nombró Vicesecretaria de Organización.